# SV Europa
SV Europa – trzymasztowy bark zbudowany w 1911 roku w stoczni w Hamburgu. 

## Historia i rejsy
Pierwotna nazwa żaglowca to Senator Brockes. Pierwotnie statek był latarniowcem (na Morzu Północnym) i pełnił tę funkcję do lat 70. XX wieku. W latach 1987–1993 został gruntownie przebudowany w Holandii na trzymasztowy bark. Od tamtego czasu uczestniczy w regatach i zlotach żaglowców. Na pokładzie Europy pływa młodzież z dziesięciu krajów świata.

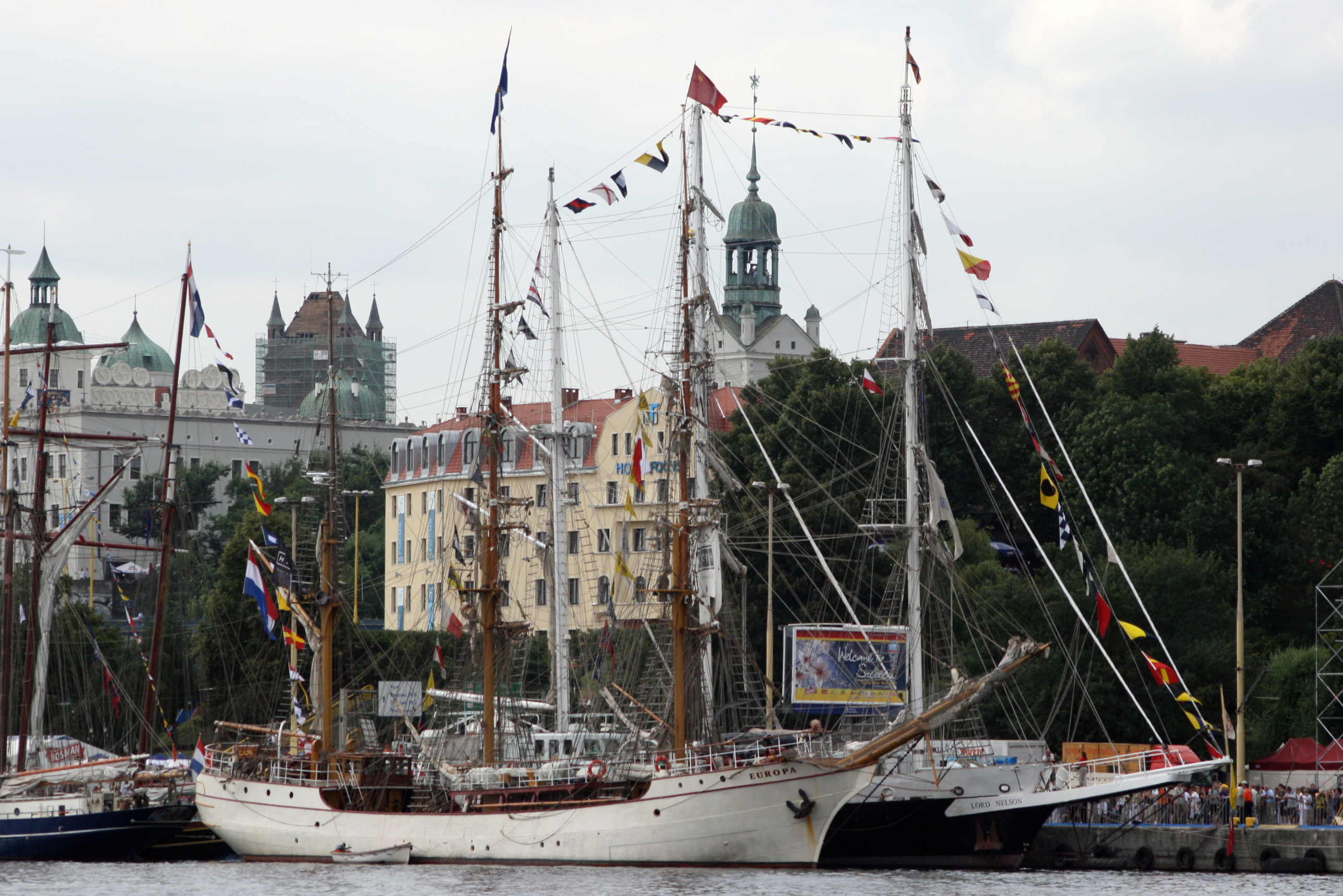
SV Europa w Szczecinie (Operacja Żagiel 2007).

Charakterystyczną cechą Europy jest zestaw dodatkowych żagli bocznych tzw. lizeli, dzięki którym możliwe jest osiąganie większych prędkości. Z tego powodu powstał przydomek: Włóczęga Oceanów.  "Europa" ze względu na piękną sylwetkę grała w filmie i tworzyła tło dla opery Latający Holender.